# Канапвил (Калвадос)
Канапвил (фр. Canapville) насеље је и општина у северној Француској у региону Доња Нормандија, у департману Калвадос која припада префектури Лисје.
По подацима из 2011. године у општини је живело 213 становника, а густина насељености је износила 85,2 становника/km². Општина се простире на површини од 2,5 km². Налази се на средњој надморској висини од 11 метар (максималној 115 m, а минималној 3 m).

## Демографија
| 1962. | 1968. | 1975. | 1982. | 1990. | 1999. | 2011. |
| ----- | ----- | ----- | ----- | ----- | ----- | ----- |
| 166   | 170   | 182   | 188   | 185   | 222   | 213   |

График промене броја становника у току последњих година